# Lindsaea philippinensis
Lindsaea philippinensis är en ormbunkeart som beskrevs av Kramer. Lindsaea philippinensis ingår i släktet Lindsaea och familjen Lindsaeaceae. Inga underarter finns listade.